# محرقة السفلى (جازان)
قرية محرقة السفلى، إحدى قرى منطقة جازان وهي قرية سكنية تابعة لمحافظة الطوال جنوب غرب المملكة العربية السعودية، تبعد 10 كم باتجاه الجنوب الشرقي من مدينة صامطة.

## الموقع
تقع قرية محرقة السفلى في منطقة خصبة زراعياً وقريبة إلى الحدود اليمنية السعودية، كما تبعد حوالي 60 كيلومترا بالاتجاه الجنوبي الشرقي من مدينة جازان، لها عند خط طول 42 درجة وخط العرض 16 درجة، كما وتبعد عن الحدود اليمنية مسافة أقل من 2 كيلومتر وتطل على وادي وتبعد أقل من 2 كيلو متر أيضاً عن مدينة الطوال التي تقع غرب القرية، ومسافة أقل من 3 كيلو متراً عن قرية محرقة العليا.

## انظر ايضاً
- الطرشية
- المباركة
- الخضراء

## وصلات خارجية
- بيانات المجلس البلدي من الأمانة العامة لشؤون المجالس البلدية.
- حصر الخدمات بالمدن والقرى بمنطقة جازان. نسخة محفوظة 25 يناير 2020 على موقع واي باك مشين.
- دليل الخدمات بمنطقة جازان.
- مصلحة الإحصاءات العامة والمعلومات.